# Autolykos z Pitany
Autolykos z Pitany, řecky Αύτολυκος ñ Πιτανάσιο (asi 360 př. n. l. - asi 290 př. n. l.) byl starořecký astronom, matematik a geograf narozený v Malé Asii, na území dnešního Turecka. Působil v Athénách.
Jeho kniha O pohyblivých sférách (Περὶ κινουμένης σφαίρας) je nejstarší matematické pojednání ze starověkého Řecka, které se zcela dochovalo. Autor se zde věnuje zejména geometrii koule. Jedním z důvodů přežití spisu bylo, že se stalo součástí velmi populární antologie Malá astronomie, jež byla přeložena do arabštiny v 9. století. Do středověké Evropy byla tato kniha přivezena až během křížových výprav ve 12. století, do moderní evropské vědy je svých překladem uvedl v 16. století matematik Francesco Maurolico. Zachovala se též Autolykova práce o astronomických objektech (Περὶ ἐπιτολῶν καὶ δύσεων). Autolykos patrně navazoval na Eudoxa z Knidu, což je znát především z druhé jmenované knihy, kde hájí Eudoxův homocentrický kosmologický model. Na jeho práce hojně odkazuje Eukleidés. Autolykovým žákem byl Arkesiláos z Pitany. Měsíční kráter Autolycus byl jmenován na jeho počest.